# Plasmide R
Il plasmide R, detto anche fattore R, è un plasmide caratterizzato dalla presenza di uno o più geni per la resistenza ad antibiotici. 
I geni sono spesso contenuti in elementi trasponibili e per questo non solo possono essere trasferiti da cellula a cellula (tramite coniugazione batterica), ma anche da un plasmide ad un altro o dal plasmide al cromosoma del batterio; il plasmide può, inoltre, essere scambiato da batteri appartenenti a generi o addirittura famiglie diverse. Il fattore RP1, ad esempio, contiene geni che codificano per la resistenza all'ampicillina, tetraciclina e kanamicina. RP1 ha la sua origine nelle specie del genere Pseudomonas, della famiglia delle Pseudomonadaceae, ma può essere assunto anche da batteri della famiglia delle Enterobatteriaceae, come Escherichia coli.  Come ogni plasmide, anche il plasmide R non contiene geni essenziali per la vita del batterio, ma che lo possono diventare in determinate condizioni ambientali: in questo caso, ad esempio, in caso di presenza di un antibiotico. Se questa strategia è vantaggiosa per il batterio, risulta un grande problema nel campo della chemioterapia, perché permette una rapida diffusione della resistenza in una colonia di batteri che si vuole uccidere.   